# لاس كابراس
لاس كابراس هي بلدية وبلدة تقع في إقليم أوهيغينز ضمن مقاطعة كاتشبوال في وسط تشيلي، تشتهر بطبيعتها الريفية وزراعتها المتنوعة، وتُعد من المناطق الهادئة ذات الطابع الزراعي والسياحي.

تقع لاس كابراس بالقرب من بحيرة رابيلكو، وهي من الوجهات المعروفة لعشاق الطبيعة والرياضات المائية. يُزرع في أراضيها العنب، والتين، والحمضيات، والزيتون، إلى جانب محاصيل بستانية أخرى.
تتميز المدينة بمزيج من الحياة الريفية التقليدية والمرافق الحديثة، وتُعد مقصداً للسياحة البيئية، خاصة خلال عطلات نهاية الأسبوع لسكان سانتياغو والمناطق المجاورة.